# Luang Pu Sodh Candasaro
Luang Pu Sodh Candasaro (Phramongkolthepmuni; in het Thais: พระมงคลเทพมุนี; 10 oktober 1884 – 3 februari 1959) was de abt van Wat Paknam Bhasicharoen, en de stichter van de Dhammakaya-traditie van meditatie. Als abt van Wat Paknam wordt hij ook wel aangeduid als Luang Pu Wat Paknam, ofwel 'De eerwaarde monnik van Wat Paknam'. Hij werd bekend als meditatiemeester tijdens het interbellum en de Tweede Wereldoorlog, en was een belangrijke figuur in de wederopleving van het Thais Boeddhisme in die tijd. In recente jaren hebben onderzoekers erop gewezen dat hij tevens een grote rol heeft gespeeld in het bekendmaken van het Theravāda-Boeddhisme in het Westen, een gegeven dat tot nog toe weinig bekend was onder onderzoekers.

## Geboorte
Sodh werd op 10 oktober 1884 geboren. Zijn lekennaam was Sodh Mikaewnoi. Hij werd geboren in een familie van rijsthandelaren in Song Phi Nong, in de provincie Suphanburi, ongeveer honderd kilometer ten westen van Bangkok. Hij ontving een deel van zijn onderwijs van zijn oom die monnik was, en was dus bekend met het kloosterleven van jongs af aan. Toen hij 14 jaar was, overleed zijn vader en moest hij de handel van zijn vader overnemen. De dreiging van dieven en andere gevaren die hij ondervond tijdens de rijsthandel wezen hem op de futiliteit van het werelds bestaan, en hij wilde voor het eerst monnik worden. In juli 1906, op 21-jarige leeftijd, trad hij in als monnik in Wat Song Phi Nong, en kreeg de Pāli kloosternaam Candasaro.

## Opleiding als monnik
Luang Pu Sodh werd veelzijdig opgeleid als monnik. In het oude Theravāda-Boeddhisme bestond er een tendens de traditie van meditatie, die met name mondeling werd overgedragen, te scheiden van de traditie van studie, die meer werd overgedragen door middel van geschriften. Desondanks koos Luang Pu Sodh ervoor in beide tradities onderricht te ontvangen. In zijn dagboeknotities geeft hij aan vanaf de eerste dag van zijn intrede als monnik elke dag te hebben gemediteerd. We weten ook dat hij bij vele leraren in de leer ging voor zowel meditatie als studie, en bij verschillende tempels die als belangrijke studiecentra dienden geschriften bestudeerde.

## De ontdekking van de Dhammakāya
Ondanks dat hij bij vele leraren in de leer was geweest, en de belangrijkste teksten meester is geworden in zijn studies, kreeg Luang Pu Sodh in zijn elfde jaar als monnik een groeiend gevoel dat hij nog in gebreke was gebleven als monnik en nog niet de ware kern van de leer van de Boeddha had bereikt. In september 1917 besloot hij de moesson door te brengen in Wat Botbon, in de provincie Nonthaburi, de tempel waar hij ooit in zijn eerste jaren onderwijs had genoten. Op een avond, na de recitatie van de kloosterregel te hebben bijgewoond, besloot hij zijn leven te geven in meditatie: hij deed een gelofte dat hij niet meer van zijn plaats zou komen totdat hij de kern van de leer van de Boeddha had ervaren—als hij niet zou slagen was hij bereid dit met zijn leven te bekopen. Diezelfde avond ontdekte hij in zichzelf wat hij later zou beschrijven als de 'Dhammakāya': een zuivere kern die in ieder mens terug kan worden gevonden, en die ook wel het 'Lichaam van de Verlichte' wordt genoemd. Overtuigd dat dit de kern van de leer van de Boeddha was, begon Luang Pu Sodh een nieuwe fase in zijn leven. In zijn dagboeknotities staat over dit moment geschreven:
"De Dhamma (d.w.z. de innerlijke ervaring van de leer van de Boeddha) is dus zodanig diepzinnig! Wie zou zit kunnen bedenken? Het ligt voorbij het denken. Zolang we nog ons denken gebruiken, kunnen we het niet bereiken. Men moet het bewustzijn en het denken verenigen en tot stilstand brengen. Maar als we tot stilstand komen, verdwijnt het bewustzijn en het denken. Wanneer dat verdwijnt, ontstaat de Dhamma. Als dat niet verdwenen is, kan de Dhamma niet ontstaan. Overweeg dit allen, dit is de werkelijkheid. Dit is de sleutel: als de juiste balans niet op deze manier bereikt wordt, is er absoluut geen weg."

## Abt en leraar
Luang Pu Sodh heeft een groot deel van zijn leven besteed aan het verdiepen en uitdragen van de meditatiemethode die hij Vijjā Dhammakāya noemde ('de kennis van de Dhammakāya'), en die later bekend zou worden als 'Dhammakaya-meditatie' of 'meditatie ter wille van het bereiken van de Dhammakāya'. In de loop der tijd ontwikkelde en verfijnde hij de meditatiemethode steeds meer, en verkreeg hij en zijn leerlingen steeds nieuwe inzichten. Een belangrijke leerlinge van Luang Pu Sodh was de non Djan Khonnokyoeng. Hij prees haar met de woorden dat ze de voornaamste leerling in meditatie was, en ongeëvenaard. Een jaar later nadat hij de Dhammakāya bereikte, werd Luang Pu Sodh een positie als abt van Wat Paknam toegewezen. Over een zeer lange periode tot zijn dood in 1956, wist Luang Pu Sodh Wat Paknam uit te bouwen van een half leeggelopen tempel tot zowel een centrum van meditatieonderricht, als een studiecentrum voor Pāli en de Boeddhistische leer. Hij stelde altijd de ontwikkeling van mensen voorop. Hij speelde tevens een belangrijke rol in de bevordering van het regulier onderwijs in de omgeving van Wat Paknam en was een sleutelfiguur in de bouw van Putthamonthon, het officiële bestuurlijke centrum van het Boeddhisme in Thailand. Daarmee heeft hij een grote bijdrage geleverd aan de eenheid van de Thaise Sangha. Hij stond bekend als een leraar met compassie, vastberadenheid en doorzettingsvermogen, en gaf onophoudelijk les in de theorie en praktijk van het Boeddhisme.

## Rol in de verspreiding van het Boeddhisme naar het westen
In de jaren vijftig zijn er verschillende westerlingen geweest die in Wat Paknam bij Luang Pu Sodh de meditatiemethode hebben geleerd. Dit was in die tijd nog tamelijk uniek. Een aantal van deze westerlingen trad ook in als monnik, waaronder William Purfurst en Peter Morgan, met respectievelijk de ordenamen Kapilavaḍḍho en Paññāvaḍḍho. Een derde westerling, een Brit die van oorsprong van Jamaica kwam, was wellicht de eerste zwarte Boeddhistische monnik in de recente geschiedenis. Deze man was George Blake, en hij kreeg de ordenaam Vijjāvaḍḍho. Namgyal Rinpoché (Leslie George Dawson), een leraar in de Tibetaanse traditie, is ook een tijd lang in de leer geweest bij Luang Pu Sodh.
Kapilavaḍḍho zou later in Engeland de English Sangha Trust oprichten. Paññāvaḍḍho ging later in de leer bij Phrathamvisutthimongkol, beter bekend in het westen als Ajahn Mahabua, en bleef monnik tot aan zijn dood in 2004.

## Overlijden
In 1956 werd Luang Pu Sodh ernstig ziek. Zijn ziekte raakte hem geestelijk echter weinig, en hij bleef goedgeluimd gasten ontvangen. In 1959 overleed hij in alle rust.